# Valea Măcrișului (gmina)
Valea Măcrișului – gmina w Rumunii, w okręgu Jałomica. Obejmuje miejscowości Grindași i Valea Măcrișului. W 2011 roku liczyła 1892 mieszkańców. 